# Jumilhac-le-Grand
Jumilhac-le-Grand è un comune francese di 1 284 abitanti situato nel dipartimento della Dordogna nella regione della Nuova Aquitania.

## Società

### Evoluzione demografica
Abitanti censiti